# Vincent Lecrubier
Vincent Lecrubier (Saint-Brieuc, 20 de septiembre de 1986) es un deportista francés que compitió en piragüismo en la modalidad de aguas tranquilas.
Ganó una medalla de plata en el Campeonato Mundial de Piragüismo de 2009, en la prueba de K4 1000 m. Participó en los Juegos Olímpicos de Pekín 2008, ocupando el séptimo lugar en la prueba de K2 500 m.

## Palmarés internacional
| Campeonato Mundial | Campeonato Mundial | Campeonato Mundial | Campeonato Mundial |
| Año                | Lugar              | Medalla            | Competición        |
| ------------------ | ------------------ | ------------------ | ------------------ |
| 2009               | Dartmouth (Canadá) | Medalla de plata   | K4 1000 m          |